# Un detective
Un detective è un film italiano del 1969 diretto da Romolo Guerrieri.
È noto anche con il titolo alternativo Macchie di belletto.

## Trama
Al rude commissario Belli (Franco Nero) viene affidata l'indagine sulla morte di un discografico, tale signor Romanis (Marino Masé). L'uomo, freddato a colpi di pistola nel proprio appartamento, poco distante dal centro di Roma, viene rinvenuto poche ore dopo la morte. I colpi di pistola hanno mandato in frantumi la finestra dell'appartamento ma nessuno sembra essersi accorto di nulla. In una girandola di eventi il commissario viene in contatto con una serie di personaggi: dalla modella Sandy (Delia Boccardo) alla cantante pop Emanuelle (Susanna Martinková), dall'avvocato Fontana (Adolfo Celi)  alla di lui bellissima moglie, la signora Vera (Florinda Bolkan). Questi personaggi ruotano attorno alla storia, rivelando particolari scomodi della Roma bene. Dopo la morte di Mino (Maurizio Bonuglia) (figlio dell'avvocato Fontana) e di Sandy, il commissario Belli si troverà di fronte alla verità, smascherando l'insospettabile assassina.

## Distribuzione
Il film venne distribuito nel circuito cinematografico italiano il 6 settembre 1969.

## Accoglienza
Il film introitò 616.630.000 lire dell'epoca, risultando il 70° incasso al botteghino italiano della stagione cinematografica 1969-1970.

## Critica
Per Marco Giusti il film è «ben scritto, ben recitato, con donne bellissime (Boccardo, Dionisio e Antonelli)... Guerrieri si muove con maestria in una storia di poliziotti non così onesti, avvocati cattivi, femmes fatales, figli corrotti della borghesia.».

## Colonna sonora
La musica è di Fred Bongusto e gli arrangiamenti sono di Robby Poitevin. La canzone: The world of the Blues (Waine - Bongusto) è cantata da Shirley Harmer.

## Curiosità
- Franco Nero tornerà a vestire i panni di un commissario di polizia di nome Belli quattro anni dopo nella pellicola La polizia incrimina, la legge assolve di Enzo G. Castellari, ma tra le due pellicole non vi è alcuna relazione di trama, nonostante che anche in quel film Nero sia affiancato da Delia Boccardo.